# Igbo (volk)
Met de Igbo wordt een groep volkeren aangeduid die in het tegenwoordige Nigeria leven. Hun taal wordt eveneens Igbo genoemd. Vroeger werden beide weergegeven als Ibo. De schrijfwijze Igbo wordt als juister beschouwd.
De Igbo doen aan landbouw (knolgewassen). Zij zijn in het algemeen goed geschoold, waardoor de Igbo in de jonge staat Nigeria belangrijke posities gingen bekleden, met als gevolg een verscherping van de tegenstellingen, met name met de (islamitische) Hausa. Deze verscherping was aanleiding tot de Biafraanse Oorlog (1967–1970), waarbij veel Igbo vermoord werden. Van de traditionele Igbo-kunst zijn de houten maskers en Ikenga-figuren (een huisgod) bekend.

## Geschiedenis

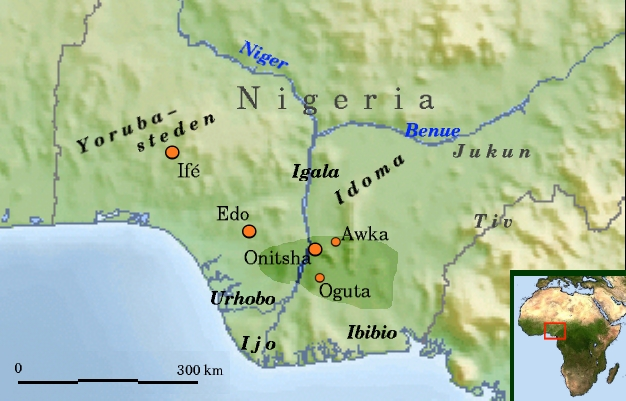
Woongebied Igbo, en omringende landen en volkeren, in de Middeleeuwen

Een kaart van de Igbo-sprekende gemeenschap in Nigeria en in Afrika

In tegenstelling tot hun Yoruba-buren kenden de Igbo geen gecentraliseerd bestuur. Ze leefden in kleine democratisch georganiseerde autonome gemeenschappen, waarvan het bestaan tot in de vroege Middeleeuwen teruggaat. Enkele steden, als Onitsha en Oguta, waren wel centraal georganiseerd onder leiding van een koning. Het gebied van de Igbo is een van de dichtstbevolkte in Nigeria. Emigratie maakte de Igbo tot een expansionistisch volk.
De vroegste bronzen sculpturen die in Nigeria zijn gevonden, zijn afkomstig van de Igbo, en dateren uit de 9e eeuw. Archeologisch materiaal toont belangrijke verschillen met materiaal uit het Yoruba- en Edogebied ten westen van de rivier de Niger, en overeenkomsten met later materiaal in de rest van Zuidoost-Nigeria. Producten uit Noord-Afrika wijzen erop dat de regio verre handelsbetrekkingen onderhield.
Sinds de negende eeuw, of eerder, waren de Nri de heersende clan onder de Igbo. De kennis die we hebben van het koninkrijk Nri is fragmentarisch en speculatief, en verkregen door het combineren van archeologische en antropologische gegevens met plaatselijke legendes. Hun koning, of eze, had zelf geen militaire macht. Kolonisten van de clan, die zich in andere Igbo-steden vestigden, bleven trouw aan het centrum, en droegen zo aan een culturele eenheid bij. De band bleef intact door rondreizende priesters die lokale leiders gezag konden verlenen. Het gezag van Nri heeft zich in tijden uitgebreid tot op de westoever van de Niger, en ten noorden van de Igbo-regio, ten koste van de invloed van buurstaat Benin, of Edo.
De Igbo omarmden het christendom en het westerse onderwijs vol enthousiasme. Relatief veel Igbo werkten voor het koloniale bestuur in de Britse koloniale periode.
Onder het Britse koloniaal bewind nam in Nigeria de diversiteit binnen de etnische groepen zelf af. De tegenstellingen tussen de verschillende groepen, zoals de Hausa en de Yoruba werden daarentegen sterker. In 1966 liepen politieke spanningen uit in een pogrom waarbij tienduizenden Igbo's werden vermoord. Directe oorzaak was de frustratie van Noord-Nigerianen, ongerust over vermeende overname van de Nigeriaanse federale overheid door Igbo-politici.
Twee miljoen Igbo's uit alle delen van Nigeria sloegen op de vlucht naar het land van hun voorouders. De crisis bereikte een hoogtepunt in mei 1967 met de afscheiding van de door Igbo's gedomineerde ‘’Eastern Region’’, het zuidoosten van Nigeria. Dit werd de Republiek Biafra die slechts standhield tot 15 januari 1970. Behalve strijd tussen politieke elites om de nationale macht, was een tweede oorzaak van de oorlog economisch. Het zuidoosten van Nigeria is het gebied waar olie gewonnen wordt. De opbrengsten hiervan gaan echter naar de federale overheid buiten de regio. Bij de wederopbouw van Oost-Nigeria na 1970 werden de Igbo op de achtergrond gehouden.

## Maskers
De Igbo gebruiken talloze maskers die variëren tussen zeer realistisch, sterk geschematiseerd of geheel abstract. Vaak is de betekenis niet meer bekend. Zo hebben de Igbo een masker van eze nwany, de koningin van de vrouwen, die de vrouw zou zijn geweest van de legendarische held asufu. Dit masker is voorzien van gestileerd haar, waarop een kleinere figuur zit, mogelijk een symbool voor een kind. Een ander masker heeft twee hoofden, aan de voorkant een gestileerde olifant, aan de achterzijde een mensenhoofd. Deze maskers werden oorspronkelijk gebruikt tijdens agressieve en gewelddadige dansen met als doel de orde te handhaven. Tegenwoordig worden deze maskers alleen voor amusement gebruikt.
Hoewel de Igbo maskers van vrouwen hebben, worden de maskerdansen alleen door mannen uitgevoerd.

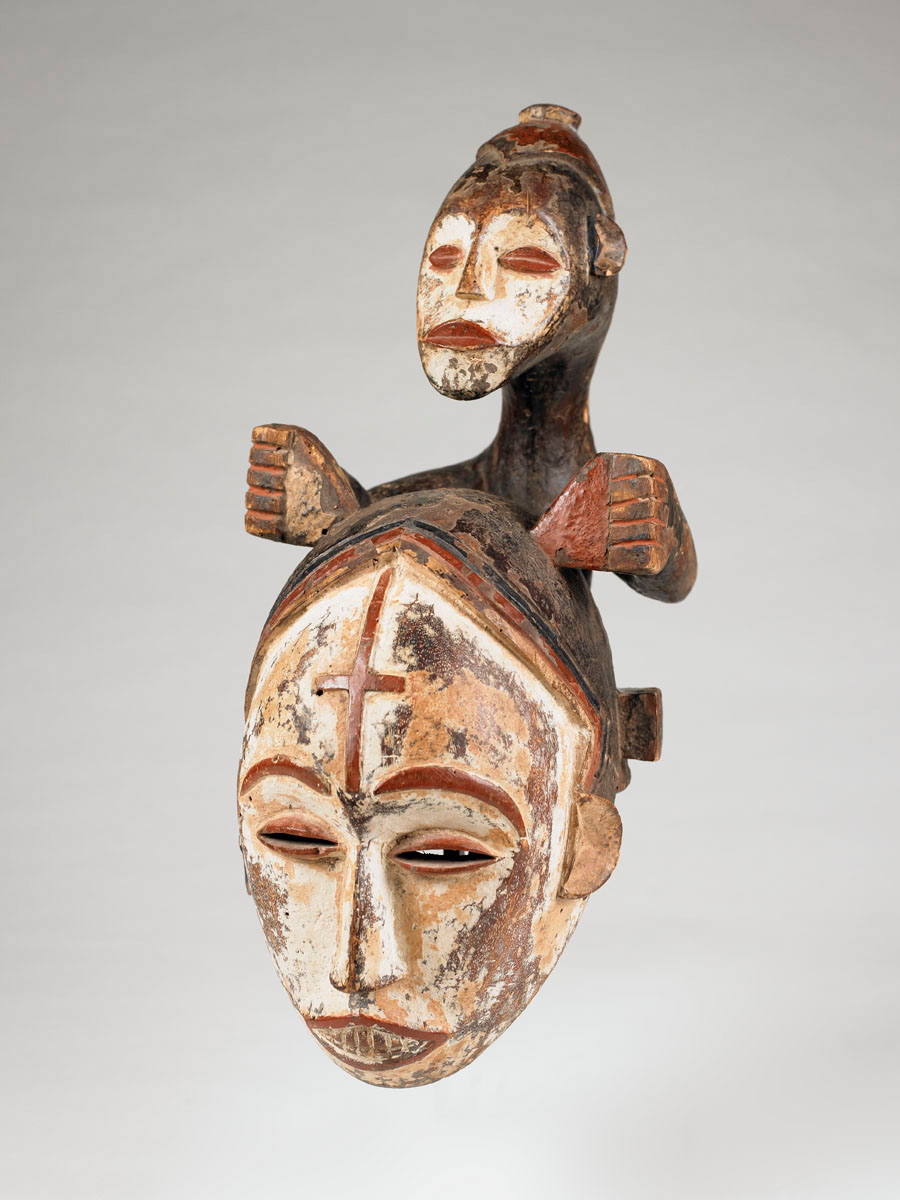
Koningin van de vrouwen maskers, in dit geval mogelijk voorzien van christelijke symboliek
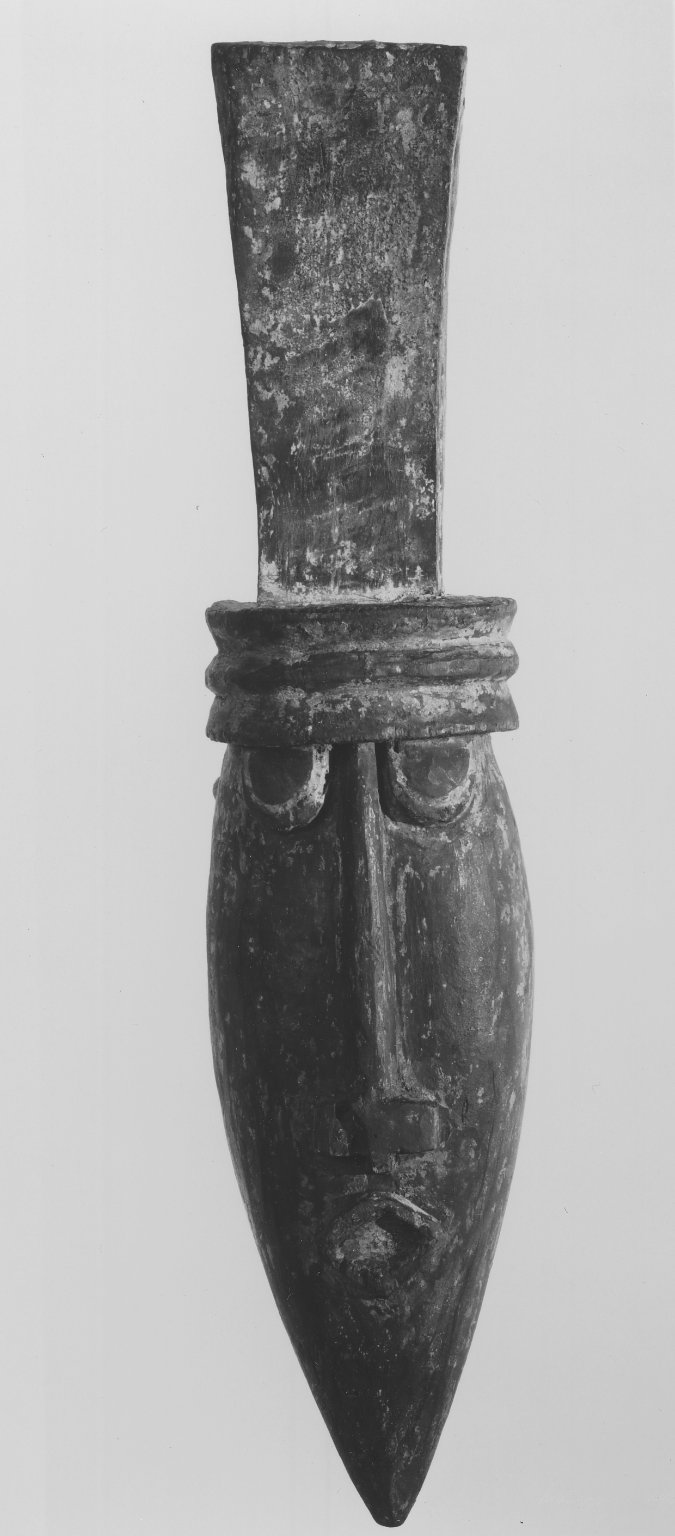
Een geabstraheerd masker van een watergeest
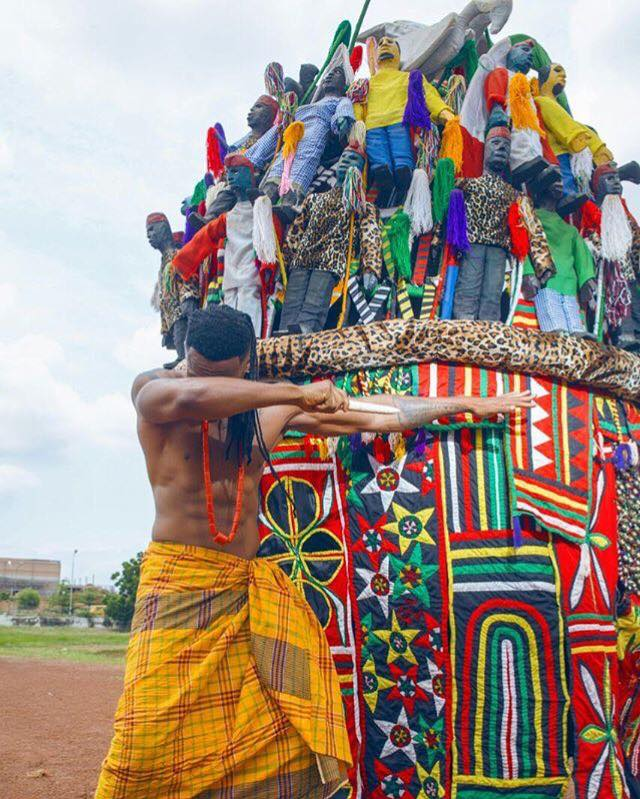
Ijele

## De Igbo nu
De Igbo zijn thans ongeveer 18 miljoen mensen sterk en vormen daarmee 13,3% van de bevolking van Nigeria en ongeveer 2/3 van de bevolking van de vroegere Eastern Region, die sinds het neerslaan van de opstand van Biafra in vijf deelstaten is gesplitst (waarvan drie hoofdzakelijk door Igbo worden bewoond). Veel Igbo hebben de indruk dat zij in Nigeria zwaar worden gediscrimineerd.

## Bekende Igbo's
- Kardinaal Francis Arinze
- Chimamanda Ngozi Adichie